# Waldsteinia
Waldsteinia (Waldsteinia ternata) är en art i familjen rosväxter från östcentrala Europa, österut till Sibirien och Japan. Den odlas som trädgårdsväxt i Sverige. Arten kallades tidigare gullgröna eller vinterwaldsteinia. Den har, liksom släktet, fått sitt namn efter Franz Adam von Waldstein.
Waldsteinia är en flerårig ört med krypande jordstammar och rotslående utlöpare. Bladen är trefingrade, delbladen 1,2-3 cm långa, stjälklösa och grunt flikiga. Blomstjälkarna blir 10-15 cm långa och har vardera 3-7 gula blommor som blir 1,5-2 cm i diameter. Arten blommar under senvåren.